# Gibbsite
La gibbsite est une espèce minérale de formule chimique Al(OH)3 avec des traces de Fe et Ga. C'est un important minerai d'aluminium et l'un des trois minéraux qui constituent la bauxite avec la boehmite AlO(OH) et le diaspore AlO(OH). Les rares cristaux pseudohexagonaux peuvent atteindre 3 cm.

## Inventeur et étymologie
Initialement décrite par Dewey en 1820 sous le nom de wavellite, c'est la description faite par le minéralogiste américain Torrey en 1822 qui fait référence ; il l'a dédiée à George Gibbs (1776-1833), collectionneur américain de minéraux, dont la collection a été rachetée au cours du XIXe siècle par l'université Yale.

## Topotype
Richmond, Comté de Berkshire, Massachusetts, États-Unis.

## Cristallographie
La gibbsite est le plus commun des quatre polymorphes connus de l'hydroxyde d'aluminium, les trois autres étant la bayérite, la doyleite et la nordstrandite. La gibbsite et la bayérite sont monocliniques (groupe d'espace P 2/m), tandis que la doyleite et la nordstrandite sont tricliniques.
- Paramètres de la maille conventionnelle : {\displaystyle a} = 8,641 Å, {\displaystyle b} = 507 Å, {\displaystyle c} = 9,719 Å ; Z = 8 ; V = 424,44 Å3
- Densité calculée = 2,44 g cm−3

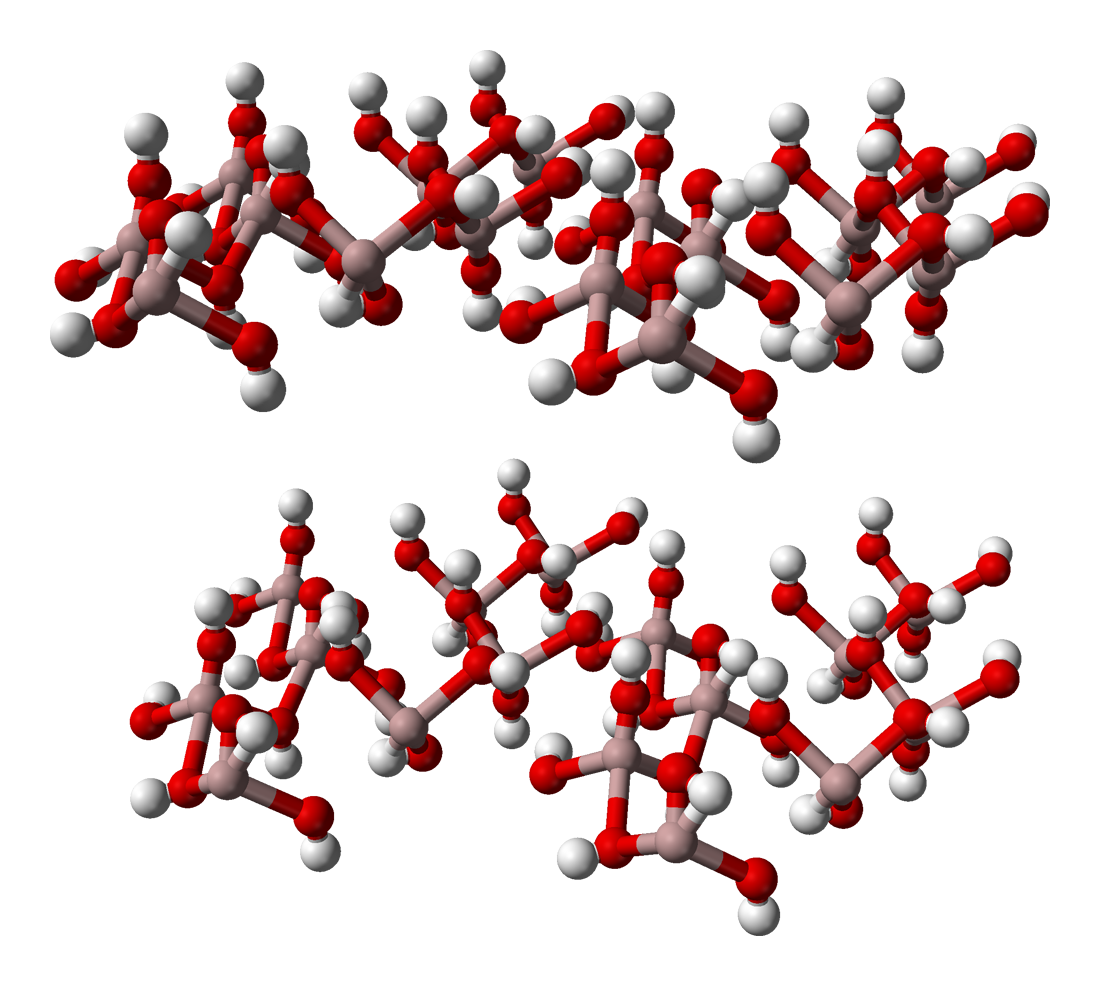
Structure moléculaire de la gibbsite

La structure de la gibbsite est analogue à la structure de base des micas. Elle est formée d'empilements de feuillets d'octaèdres d'hydroxyde d'aluminium. Les octaèdres sont constitués d'un ion central aluminium au degré d'oxydation +III lié en coordination octaédrique à six ions hydroxydes de charge formelle -I. Chaque hydroxyde n'est lié qu'à deux ions aluminium et un tiers des octaèdres ne possède pas d'ion aluminium en leur centre. Le feuillet qui en résulte est neutre électriquement +3/6 + -1/2 = 0 (charge +III pour les atomes d'aluminium qui se répartissent sur trois liaisons avec les hydroxydes, charge -I pour les hydroxydes liés à deux aluminium). L'absence de charge sur les feuillets fait qu'il n'y a pas d'ions entre eux pour faire office de « glu » et les maintenir liés par des liaisons ioniques. Ils ne sont liés que par des liaisons faibles ce qui fait que la gibbsite est un minéral très facilement clivable.
La structure de la gibbsite est proche de celle de la brucite Mg(OH)2. Cependant, les ions magnésium sont dans un état d'oxydation +II, plus faible que celui des ions aluminium dans la gibbsite, et l'électroneutralité des feuillets n'implique plus la présence de sites vacants au centre des octaèdres. La différence de structure et de symétrie entre la gibbsite et la brucite provient de différences dans l'empilement des feuillets.
La couche de type gibbsite constitue également le « plan de base » de la structure du corindon Al2O3. La structure de base est la même, les ions hydroxydes étant remplacés par des oxygènes. L'oxygène portant une charge +II, les feuillets ne remplissent plus la condition d'électroneutralité, ce qui induit la présence d'ions aluminium entre eux comme compensateurs de charge.
Enfin, la gibbsite est intéressante parce qu'elle est souvent rencontrée comme sous-partie de la structure d'autres minéraux. Ainsi les feuillets neutres d'hydroxyde d'aluminium se rencontrent entre des feuillets de silice dans des minéraux argileux comme l'illite, la kaolinite, la montmorillonite. Ils sont identiques aux feuillets rencontrés dans la gibbsite.

## Synonymie
- beta-kliachite;
- claussénite (Dufrénoy 1845[6]) probablement en l’honneur du collectionneur et naturaliste danois Peter Claussen[7];
- gibbsitogelite (Tučan 1913[8]);
- hydrargyllite (G. Rose 1839[9]);
- wavellite (Dewey 1820[10]) : il existe bien une espèce minérale à ce nom qui est un phosphate;
- zirlite (Pichler 1871[11]) : le nom provient du gisement topotype Zirl, dans le Tyrol autrichien.

## Gîtologie
- En altération des minéraux alumineux, commun dans les sols latéritiques et de la bauxite.
- Formée à basse température dans les environnements hydrothermaux et métamorphiques.

### Minéraux associés
boehmite, corindon, diaspore, goethite, kaolinite.

## Gisements remarquables
- Autriche

Zirler Klamm, Zirl, Innsbruck, Inntal, Nord Tyrol.
- Canada

Carrière Francon, Montréal, Québec.
- France

Mas Rouge, Les Baux-de-Provence, Bouches-du-Rhône, Provence-Alpes-Côte d'Azur .